# Língua rundi
A língua rundi, quirundi ou kirundi é uma língua banta falada em Burundi, regiões adjacentes da Tanzânia, República Democrática do Congo e Uganda.
O rundi é muito semelhante ao quiniaruanda e ao giha. O rundi e o quiniaruanda são mutuamente inteligíveis.
Os habitantes de Ruanda e Burundi pertencem a três diferentes grupos étnicos: hútu, tútsi e tuá e o fato de estes grupos étnicos dividirem o mesmo idioma foi a excedência numérica dos hútus sobre as outras duas etnias.
| Exemplos traduzidos                                                                  | Exemplos traduzidos   |
| ------------------------------------------------------------------------------------ | --------------------- |
| Ego                                                                                  | Sim                   |
| Oya                                                                                  | Não                   |
| Bite?                                                                                | Como vai?             |
| Mwaramutse                                                                           | oi/Bom dia, boa noite |
| Amata                                                                                | Leite                 |
| Ejo                                                                                  | Ontem                 |
| Eejo°                                                                                | Amanhã                |
| Nzoza ejo/Nzoz'ejo                                                                   | Voltarei amanhã       |
| Ubu                                                                                  | Agora                 |
| °N.B. eejo é pronunciado como ejo: o outro e é escrito para diferenciar as palavras. |                       |